# Blepharita urupino
Blepharita urupino là một loài bướm đêm trong họ Noctuidae.